# Robert Buron
Robert Buron (París, 27 febrer de 1910 - París, 28 d'abril de 1973) va ser un polític i escriptor francès, diverses vegades ministre d'hisenda i afers econòmics (governs De Gaulle i Pompidou) i alcalde de Laval de 1971 a 1973.

## Biografia
Nascut el 1910 a París al sí d'una família benestant catòlica. El seu pare Henri Buron (1878-1930) fou un antic metge que després es convertí en impressor; la seva mare era llevadora. El 1928 va romandre dos anys en un sanatori a Berck, on va preparar els seus estudis en ciències polítiques per correspondència. A principis dels anys trenta fou secretari de Conférence Olivaint (1929-1930), una associació d'estudiants catòlics.
El 24 d'agost de 1944 es va convertir en sotsdirector de radiodifusió francesa.
Va ser el fundador del Mouvement Républicain Populaire després de l'alliberament. Va defensar la idea laborista durant la seva creació.
Durant la crisi algeriana, l'abril de 1961 va ser presoner a Algèria mentre estava en missió. Amb Louis Joxe i Jean de Broglie va ser un dels negociadors i signants dels Acords d'Évian, que van sancionar el final, el març del 1962, de la guerra d'Algèria. El 1950 va visitar la fira de Milà.
Va dimitir del govern el 15 de maig de 1962 amb tots els altres ministres de la MRP, després de la conferència de premsa del general de Gaulle sobre Europa. Va fundar el moviment socialista Objectif 72.
El març de 1971 va ser elegit alcalde de Laval (lloc d'origen de la seva dona) amb una llista no comunista que reunia CIR, els radicals i l'Objectif 72. Se li va dedicar un institut a Laval.

## Obres
- (francès) Les obligations du trustee en droit anglais, Parigi, Société général d'imprimerie et d'édition, 136 p., 1938, tesi de llicenciatura en dret.
- (francès) Cahiers du travaillisme français, 1943-1944
- (francès) Dynamisme des États-Unis, recueil d'articles parus dans la presse, 1950-1957, Parigi: S.A.D.E.P., 1957, 96 p.
- (francès) Le plus beau des métiers, Parigi: Plon, 1963, 252 p.
- (francès) Carnets politiques de la guerre d'Algérie: par un signataire des accords d'Évian, Parigi: Plon, 1965, 267 p.
- (francès) Les dernières années de la Quatrième République, carnets politiques, Parigi: Plon, 1968.
- (francès) Demain la politique, réflexions pour une autre société (in coll. con Jean Offredo e Objectif 72), Parigi: Denoël, 1970, 256 p.
- (francès) Pourquoi je suis de nouveau candidat ?, Vendôme: C.F.I.B., 1972, 60 p.
- (francès) Par goût de la vie, raccolta curata da Jean Offredo, Parigi: Cerf, 1973, 114 p. (Pour quoi je vis).
- (francès) La Mayenne et moi ou de la démocratie chrétienne au socialisme, postfazione di Marie-Louise Buron, (Malakoff): Cana, 1978, 147 p. (Mémoire vivante).